# Neritos sardanapalus
Neritos sardanapalus là một loài bướm đêm thuộc phân họ Arctiinae, họ Erebidae.